# Sjogerstads församling
Sjogerstads församling var en församling i Skara stift och i Skövde kommun. Församlingen uppgick 1992 i Sjogerstad-Rådene församling.

## Administrativ historik
Församlingen har medeltida ursprung. År 1552 införlivades Regumatorps församling.
Församlingen var troligen tidigt moderförsamling i pastoratet Sjogerstad och Regumatorp för att från omkring 1500 till 1962 vara moderförsamling i pastoratet Sjogerstad och Rådene som före 1551 även omfattade Regumatorps församling och Häggums församling före 1594 och efter 1 maj 1922. Från 1962 till 1992 var den annexförsamling i pastoratet Norra Kyrketorp, Hagelberg, Sjogerstad, Rådene och Häggum. Församlingen uppgick 1992 i Sjogerstad-Rådene församling.

## Kyrkor
- Sjogerstads kyrka